# Maxime d'Éphèse
Maxime d'Éphèse (310-372) est un philosophe néoplatonicien, théurgiste, maître (en 351) puis conseiller de l'empereur romain Julien.

## Biographie
Maxime naquit à Éphèse, centre sacré, en Asie Mineure, vers 310. Il fut le disciple de Jamblique (250-325 ?) en Syrie, à Apamée. Vers 335, il aurait suivi les leçons d'Édésios de Cappadoce, à Pergame. Il fonda une école à Éphèse, vers 350. Il instruisit le futur empereur Julien ; ce fut sans doute lui qui poussa ce dernier à se faire initier au culte de Mithra en 351. Une fois Julien devenu empereur (en 361), Maxime eut la charge de restaurer le paganisme antique, avec un culte solaire. Après les morts de Julien, en 363, et de Jovien, en 364, l'arrogance de Maxime se retourna contre lui. Il fit même de la prison en 364. « [‌Valentinien Ier] et Valens accédèrent à l'Empire. Dès lors, on saisit Maxime et Priscos... Ils lui infligèrent le plus cruel des châtiments en le condamnant à payer une amende... Il fut renvoyé en Asie pour payer cet argent ». Cléarque, proconsul d'Asie puis préfet de Constantinople de 398 à 402, releva Maxime, qui reprit « ses conférences philosophiques ». Plus tard, « Maxime fut saisi et emmené à Antioche où l'Empereur Valens résidait. » Festus l'égorgea durant l'hiver 371-372, à Éphèse,.
Maxime d'Éphèse était philosophe, ne serait-ce que par un écrit (perdu), un Commentaire des 'Catégories' d'Aristote. Mais son influence dans l'Empire romain vient surtout de sa volonté de rétablir la tradition païenne et les Mystères. Maxime se dit magicien et théurge. Eunape donne, parmi d'autres anecdotes, celle-ci : « Il brûla un grain d'encens et marmonna une sorte d'hymne ou quoi que ce puisse être, et poussa si fort sa déclamation que la statue se mit à rire ». Il était réputé connaître, pratiquer et enseigner les sciences occultes (mathêseis).

### Sources
- Eunape de Sardes, Vies de philosophes et de sophistes (395)
- Libanius, Lettres, no 606
- Théodoret de Cyr